# خليج طنجة

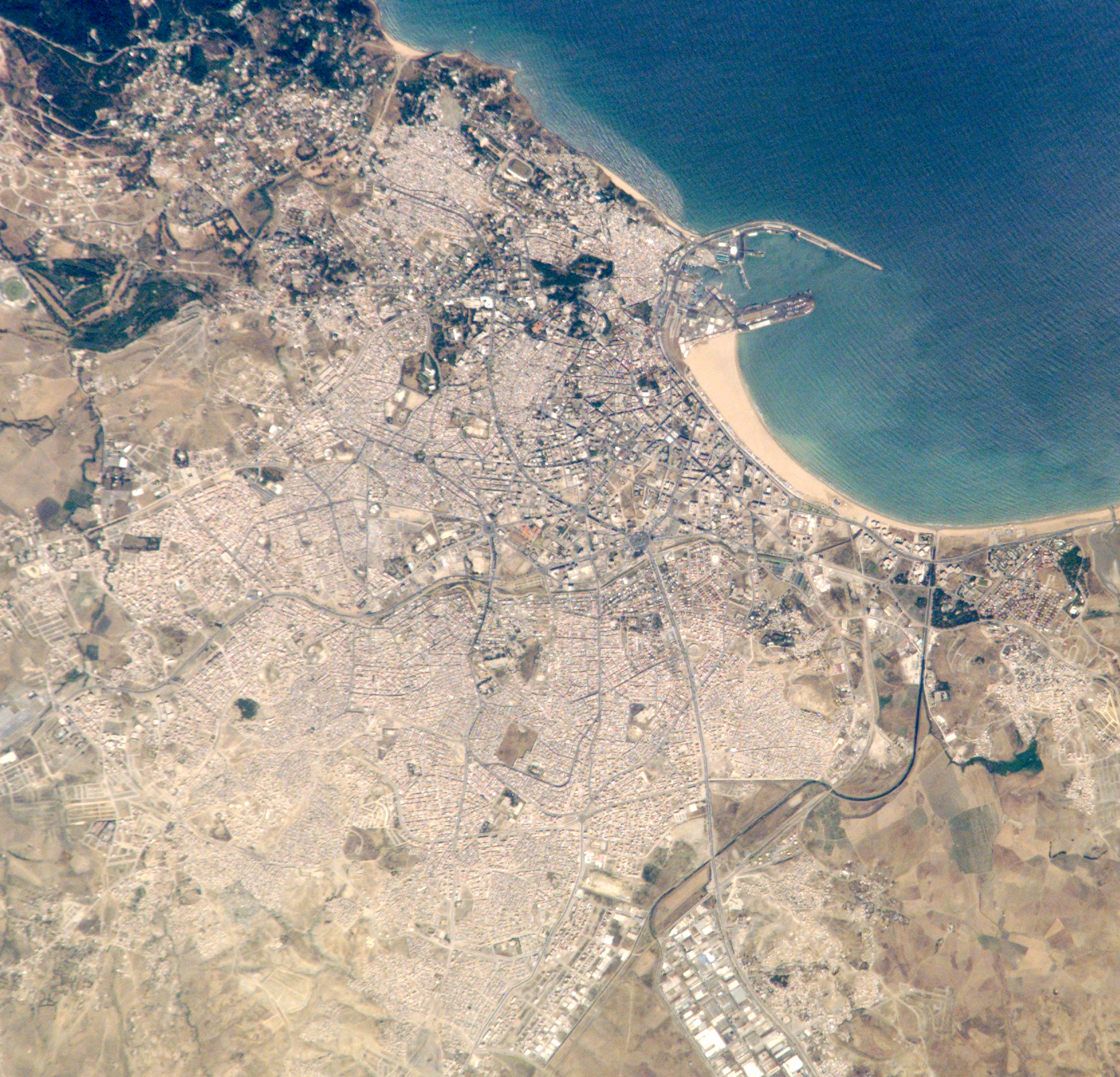
صورة بالقمر الصناعي تٌظهر خليج طنجة في أعلى اليمين

خليج طنجة هو خليج يحيط بمدينة طنجة شمال المغرب ويطل على البحر الأبيض المتوسط. يُشكل الخليج المنطقة المائية الواقعة ما بين الميناء ورأس مالاباطا في هيكل نصف دائري. يمتد شارع إسبانيا على طول الخليج، ويُعرف بفنادقه ومنشآته الكبرى.